# Колањски Гајац
Колањски Гајац је насељено место у саставу општине Колан, у Задарској жупанији, на острву Пагу, Република Хрватска.

## Историја
Колањски Гајац је настао 2001. године дељењем насеља Гајац између града Пага и града Новаље.

## Становништво
На попису становништва 2011. године, Колањски Гајац је имао 17 становника.